# Carnival Glory
El Carnival Glory es un crucero de la clase Conquest operado por Carnival Cruise Line. Es el segundo de cinco cruceros de la clase Conquest. A partir de agosto de 2022, opera desde Nueva Orleans. Fue remodelado en 2012.